# Ark de Bucara

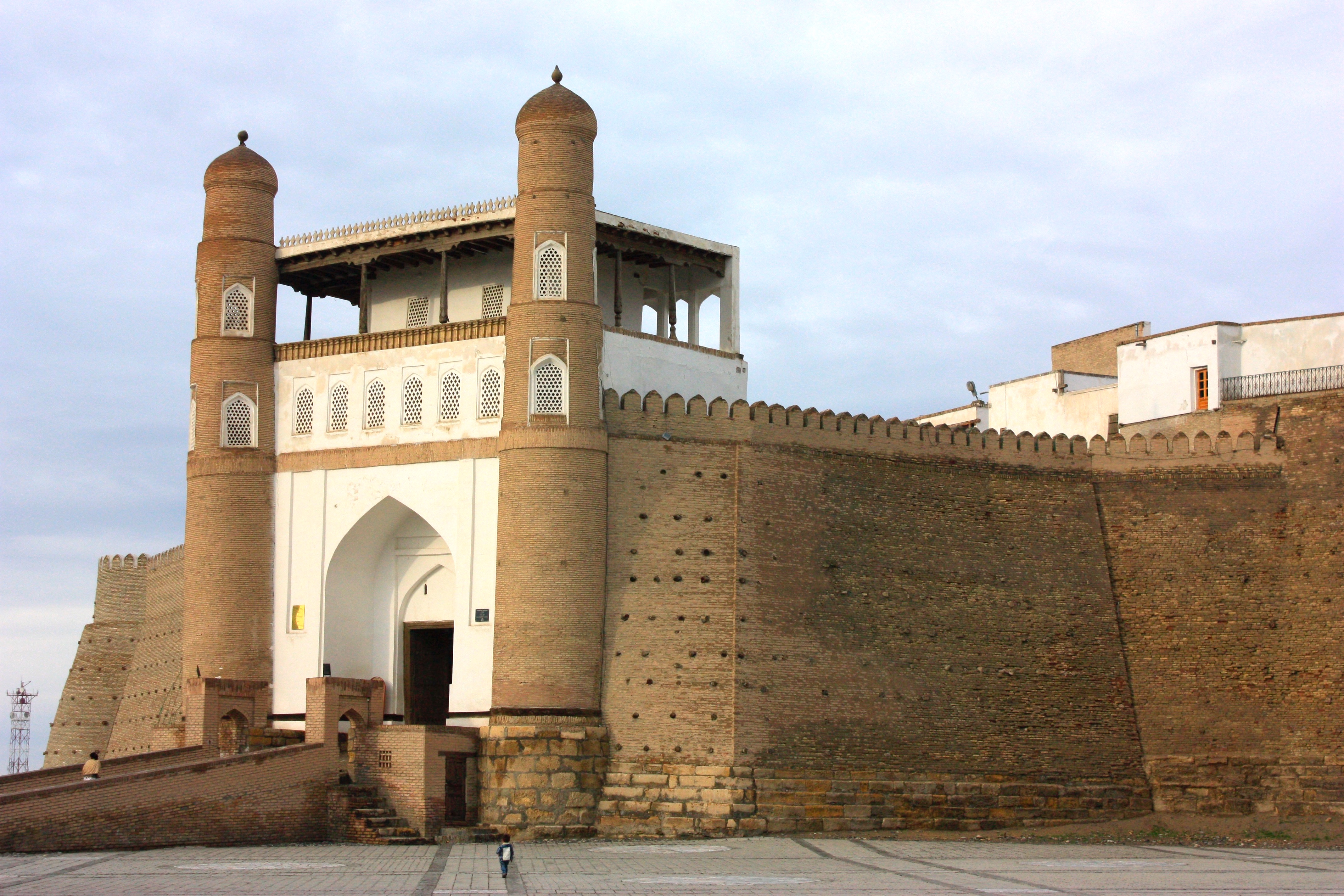
Entrada principal (porta ocidental) da Ark

A Ark de Bucara (em usbeque: Buxoro arki) é uma cidadela cuja origem remonta pelo menos século VII d.C. em Bucara, no Usbequistão. É a edificação mais antiga da cidade, tão antiga como a própria cidade. Além de ser uma fortaleza militar, é também uma pequena cidade palaciana que ao longo da história foi a sede de várias cortes reais que existiram em Bucara e na região em volta. Foi usada como fortaleza até ser tomada pelos soviéticos em 1920 e atualmente é uma atração turística onde há vários museus que mostram a sua história, da cidade e da região.
A cidadela encontra-se no interior do centro histórico de Bucara, o qual é rodeado por uma muralha de adobe com várias fortificações. Atualmente ocupa a parte norte da cidade antiga, mas originalmente foi uma fortaleza construída fora do shahristan (centro da cidade) original. Devido a ter sido usada continuamente ao longo de pelo menos doze séculos, nela podem-se observar alguns aspetos da evolução da arquitetura militar da Ásia Central desde os primeiros tempos da era islâmica, no século VIII, até ao final do Império Russo.

## História
Não se sabe ao certo quando foi construída a primeira fortaleza ou cidadela antecessora da que existe atualmente. Parece certo que foi na Antiguidade e segundo algumas fontes haverá vestígios arqueológicos da existência duma cidadela no local da atual no século IV a.C. A colina com cerca de 20 metros de altura onde se encontra é artificial e foi formada pelas sucessivas reconstruções ao longo dos séculos. Segundo alguns autores, a menção histórica mais antiga, de fontes locais, fala numa fortaleza construída no século VII d.C. pelo Bukhar Khudat (rei) Bidun, que se desmoronou pouco depois e foi reconstruída, seguindo os conselhos de adivinhos, para imitar a forma da "constelação do Grande Urso". Segundo outros, há fontes sassânidas (séculos III a VII) e soguedianas (séculos III a VIII) que atestam a existência da fortaleza no século VII.
Desde essa altura que a cidadela tem a si associadas histórias lendárias. Segundo Maomé ibne Jafar Narshakhi, o historiador de Bucara da primeira metade do século X, a Ark teria sido construída pelo príncipe lendário persa Siauascis (Siyâvash), que segundo a lenda está sepultado onde antigamente existia a Porta Kalon, junto à Mesquita Juma (ou Kalyan ou Kalon). No épico persa Šāhnāme ("Épica dos Reis"), de Ferdusi, cerca de meio século depois, o fundador da cidadela é Shiri-Kishvar, um vassalo do grão-cã goturco do final do século VI Kara-Çürin (Tardu). No museu da Ark conserva-se um chicote que teria pertencido ao herói lendário persa Rustã, outro herói do Šāhnāme.
Em 713, Cutaiba ibne Muslim, o governador da província omíada de Coração que conquistou a Transoxiana, mandou construir a primeira mesquita de Bucara, sobre as ruínas dum templo zoroastrista e deu à fortaleza o nome de Kukhendiz. Entre os séculos IX e XII, a cidadela foi reforçada com vários reparos pelos samânidas e pelos caracânidas. O emir samânida Ismail Samani (r. 892–907), que embelezou Bucara, que tornou a sua capital, fez várias adições significativas a cidadela. Arslano Cã (r. 1102–1129) adicionou várias secções, como parte das ambiciosas campanhas de construção empreendidas pelos carcânidas. Os caraquitais e os corásmios destruíram-na e reconstruíram-na três vezes. Em 1220 foi completamente arrasada pelos mongóis, mas no mesmo ano o governador mongol de Bucara Mahmud Yalavach ordenou a reconstrução. O imperador timúrida Ulugue Begue (r. 1447–1449) e o xaibânida Abedalá Cã II (r. 1583–1598) foram responsáveis pela expansão da área da cidadela para três hectares.
A cidadela começou a tomar a forma atual no século XVI, durante o período xaibânida, e praticamente todos os edifícios atualmente existentes são dos séculos XVIII a XX. Foi no século XVI que a cidadela deixou de ser apenas uma fortaleza e residência real para passar a alojar a generalidade dos edifícios governamentais, onde chegaram a residir mais de 3 000 pessoas e se situava, além do palácio real, com salas do trono, de audiências e de receção, o harém, aposentos residenciais e habitações dos escravos, residências de funcionários, casa da moeda, tesouro e outras instalações governamentais, masmorras e uma mesquita. Os cãs jânidas Abdulazize (r. 1645–1680) e Ubaide Alá (r. 1702–1711) levaram a cabo reconstruções radicais. No início houve uma nova reconstrução, quando também foi reforçada a parte ocidental das muralhas.
Em setembro de 1920, quando o Exército Vermelho soviético tomou Bucara e extinguiu definitivamente o Emirado de Bucara, cerca de 80% da Ark foi destruída, devido a um grande fogo, que segundo alguns foi posto pelos soviéticos, segundo outros, por ordem do emir Maomé Alim Cã quando fugiu. O fogo destruiu a totalidade das construções em madeira. Desde então pouco mudou.
A maior parte da cidadela é, desde 1920, um espaço praticamente vazio, com ruínas que aguardam ser escavadas. Os esforços de preservação concentraram-se nas áreas mais visíveis ou públicas, nunca tendo havido uma estratégia de conservação abrangente. As fundações de barro da cidadela apresentam sinais de erosão nos lados norte e ocidental, onde as muralhas se têm vindo a desmoronar.

## Descrição
A cidadela ergue-se numa colina artificial, que se acredita ser resultante das diversas camadas de entulho das construções anteriores. É rodeada por uma muralha de adobe com ameias, inclinadas para o interior. Cinco baluartes circulares e salientes dão uma proteção adicional. No interior, a rua principal, orientada na direção leste-oeste, constitui o eixo da cidadela, que liga a Bab as-Sahl (Porta Ocidental) à Bab al Djum (Porta Oriental), também chamada Darvaza Guriyan ou Porta do Vendedor de Feno. Este última porta, atualmente fechada, dava acesso à Mesquita Juma, situada fora da cidadela. As restantes construções históricas estão agrupadas no bairro noroeste da cidadela, perto do portal ocidental principal.

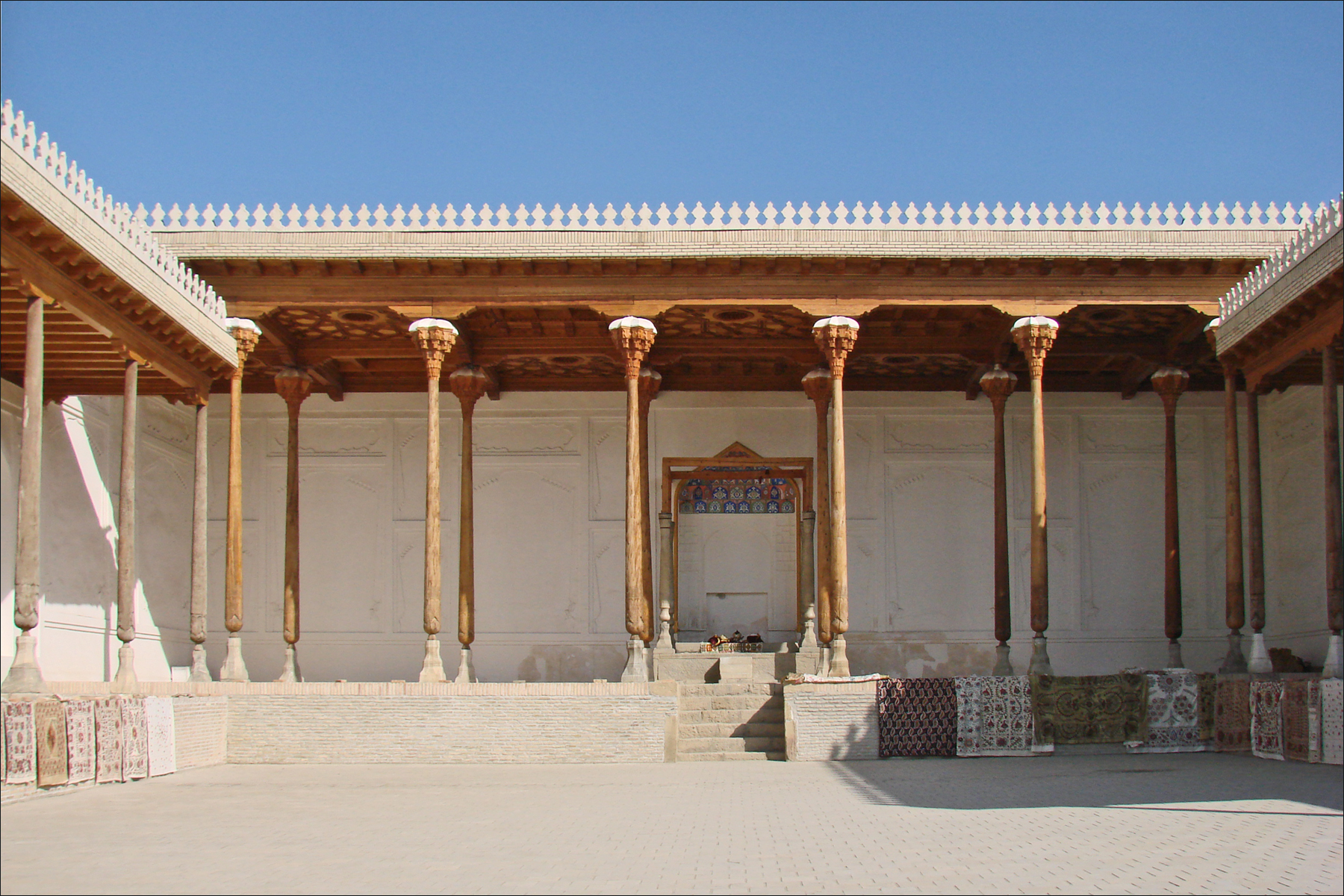
Sala do trono

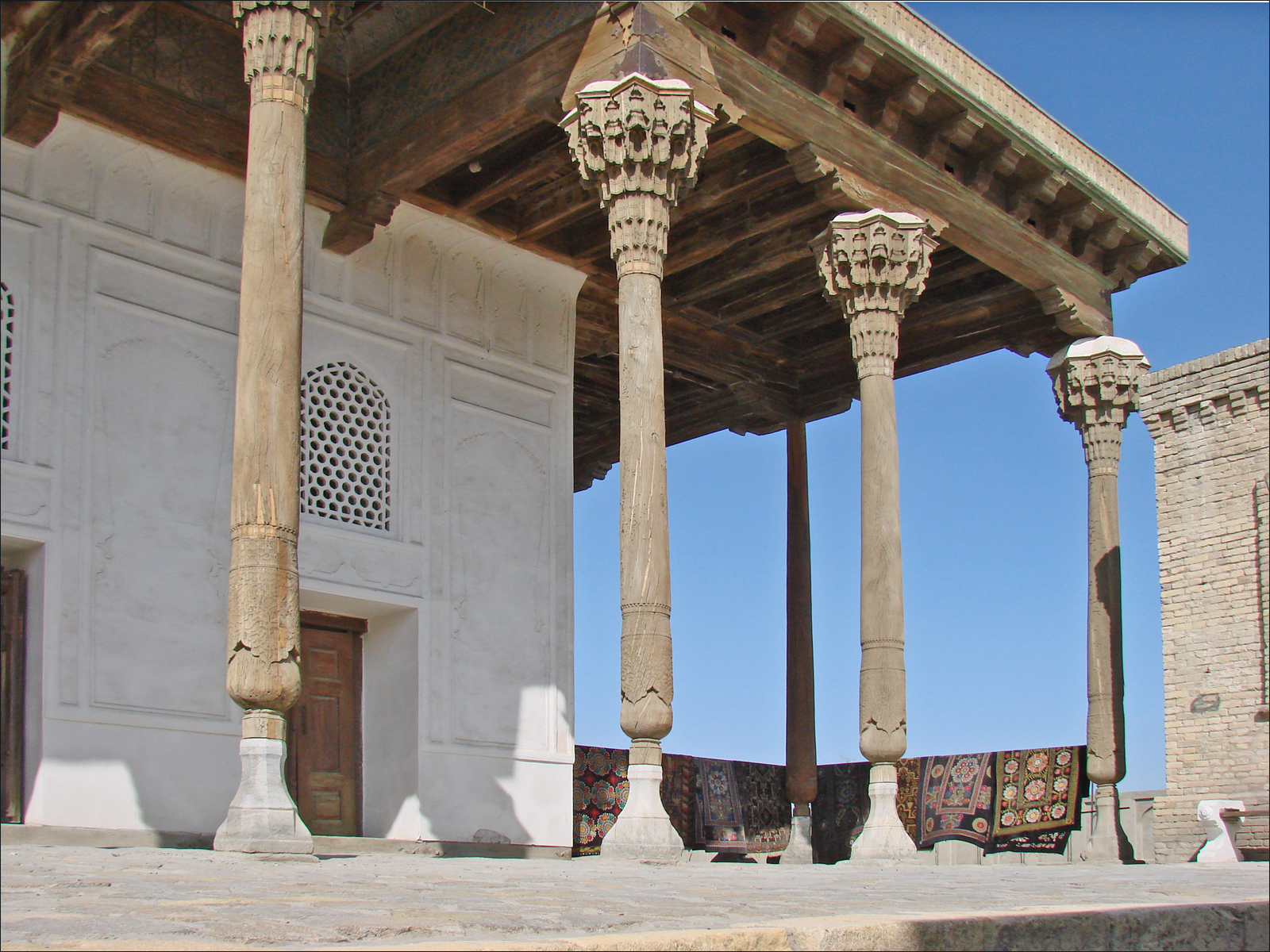
Mesquita da corte

A Porta Ocidental atual foi construída em 1742 pelo xá persa afexárida Nader Xá. É flanqueada por duas torres-baluarte ligadas por uma varanda com janelas com pórticos por cima do portal. Por cima do portal está aquilo que até ao final do século XIX foi o único relógio mecânico do mundo com números em árabe. O relógio foi construído em 1851 por Giovanni Orlandi um relojoeiro italiano cativo que para salvar a sua vida construiu o relógio e um telescópio para o emir Nasrulá Cã, que adorava gadgets. Até 1920, ao lado de relógio estavam expostos um enorme chicote khamcha de seis cordas, símbolo do poder punitivo do emir, e uma cimitarra valiosa. A porta é acessível por uma rampa íngreme, que no passado serviu como naqqar khana (coreto) e como varanda cerimonial sobre a Praça Registan. Após a rampa há um dalon (corredor) coberto e estreito que sobre até ao terreiro principal da cidadela. O corredor é tem piso em pedra e é flanqueado por doze ob khanas (nichos de celas de prisão). O complexo superior inclui a mesquita da corte, instalações administrativas, armazéns, tanques de água, casa do tesouro, chancelaria do emir, salão de receções ceremoniais e aposentos privados. Os diversos edifícios estão organizados hierarquicamente em redor de pátios com arcadas. O status social do visitante e a proximidade com o emir determinavam as rotas de circulação e os níveis de acesso individuais.
No interior dos edifícios que sobreviveram ainda se podem observar fragmentos de decoração, nomeadamente madeiras pintadas, molduras de estuque e bases de mármore esculpidas de forma elaborada. Em alguns dos edifícios melhor preservados, como a mesquita da corte, ainda há vestígios de gesso pintado e de papel machê dourado. A mesquita foi construída no século XVII por Subhan Quli Khan (r. 1680–1702) e consiste numa sala de orações rodeada por uma colunata em três lados. Ao lado da mesquita ficam os antigos aposentos do kushbegi (primeiro-ministro do emir), onde os embaixadores estrangeiros eram recebidos. Atualmente estão ali expostas peças dos sítios arqueológicos de Paikend, Varakhsha e Romitan, em tempos entrepostos importantes da Rota da Seda.
Outro dos edifícios sobreviventes que se destaca é o antigo palácio real (dos emires de Bucara). Este tem um amplo salão de receções, o kurnish khana, onde também eram realizadas as cerimónias de coroação dos emires; a última coroação, de Alim Cã, teve ali lugar em 1910. O salão foi construído em 1605-1606 e tem colunas de madeira primorosamente esculpidas que encimam um trono de mármore e um dossel. Ao lado de uma das paredes do salão há um câmara subterrânea onde estava o tesouro e a casa da moeda. Junto ao salão situavam-se também as cavalariças reais, o harém e o noghorahona, uma sala para tambores e outros instrumentos musicais usados nos espetáculos públicos realizados na praça que se encontra abaixo. O harém, cujas paredes foram decoradas com molduras douradas e pequenos motivos florais policromados, foi severamente danificado durante os combates entre as tropas bolcheviques e do emirado em 1920.
Em volta do Salamhona (salão de protocolo) encontram-se o que resta dos apartamentos reais. Aparentemente, estes ficaram de tal forma arruinados que os últimos emires preferiram habitar permanentemente o palácio de verão. As peças museológicas em exposição ilustram a história desde os xaibânidas até aos czares russos. A coleção de peças inclui um grande chicote que supostamente pertenceu ao herói lendário persa Rustã, o cadeado que era usado nos portões da Ark, uma caixa usada para fazer petições ao emir, o trono do emir e os retratos dos oficiais britânicos Charles Stoddart e Arthur Conolly, executados em 1842 na Praça Registan, em frente à fortaleza, acusados de espionagem.